# Monteleone (Roncofreddo)
Monteleone è un borgo medievale risalente al XIII secolo, frazione di Roncofreddo, in provincia di Forlì-Cesena.

## Storia

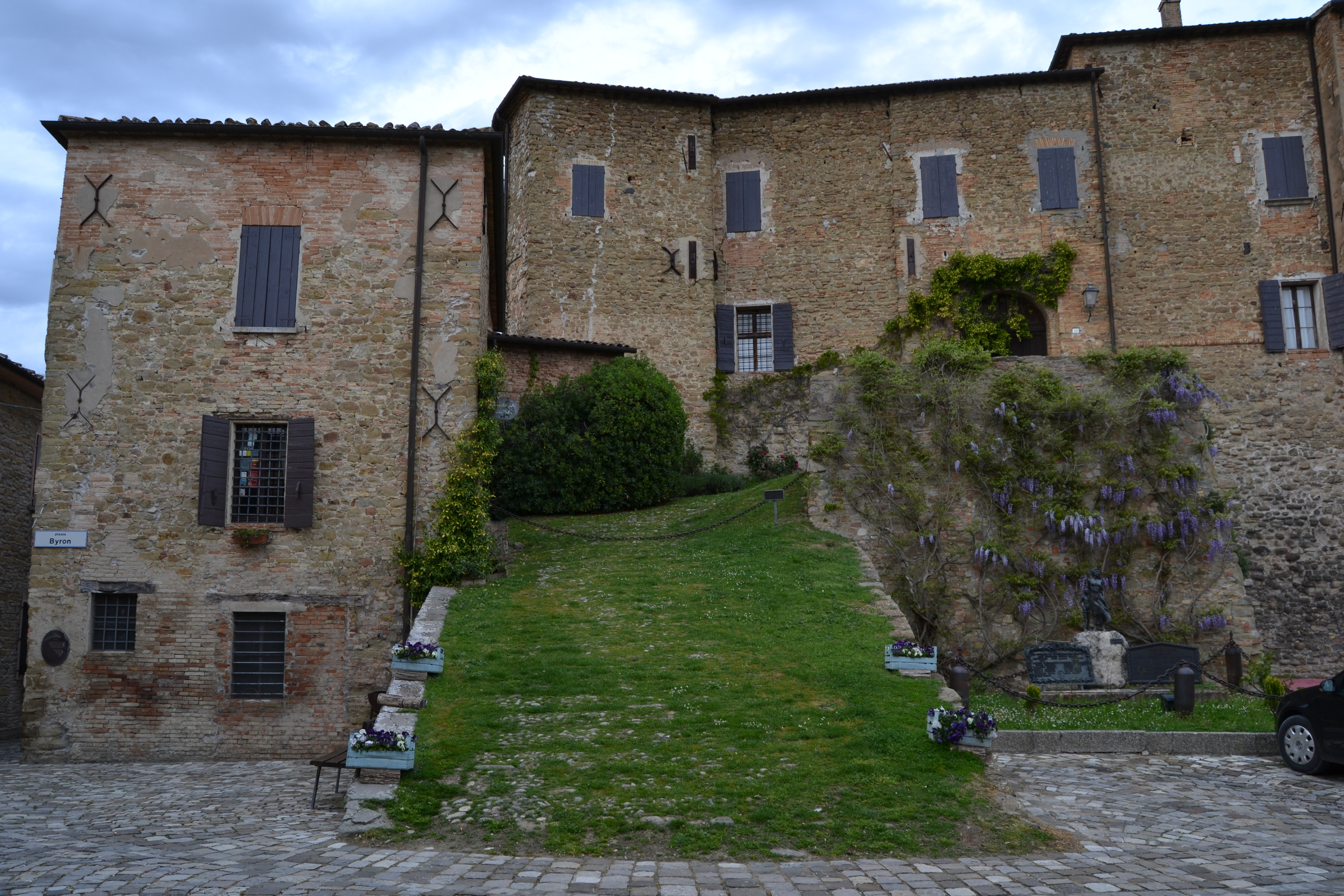
Il castello in piazza Byron

Il borgo, posto a 362m su di un colle in posizione dominante, risale almeno al 1233 ed era noto come Monleonis; sorse spontaneamente attorno al castello, posizionato strategicamente sul territorio dell'entroterra cesenate, e si sviluppò durante l'epoca delle signorie. Il borgo è costituito dal castello, dotato di un giardino pensile e da pochi edifici risalenti a diverse epoche disposti intorno.
Non si hanno documenti che ne accertino le origini ma intorno all'anno Mille il castello risultava un possedimento della chiesa di Ravenna ed era in lotta con Rimini per la sua proprietà. Fu la città di Rimini sotto ai Malatesta a rinforzarlo nel XIV secolo trasformandolo in una vera rocca che mantennero fino al 1335 quando venne presa da Francesco degli Ordelaffi di Forlì e poi dai Montefeltro; seguirono nei secoli diversi cambi di proprietà. Contemporaneamente venne incentivata la costruzione di abitazioni civili lungo le mura di cinta demolendo le mura più antiche.
La piazza del borgo è intitolata al poeta George Gordon Byron che fece visita al castello in quanto amico della famiglia Guiccioli, che all'epoca ne era proprietaria; nella piazza si trova l'entrata del castello e la chiesa parrocchiale risalente al 1520 circa.